# 創造技術科
創造技術科（そうぞうぎじゅつか）は、工業高等学校に設置されている学科。

## 概要
電気や機械に関連した科目や実習を中心に学習する学科である。

## 設置校
- 群馬県立桐生工業高等学校[1]
- 和歌山県立和歌山工業高等学校
- 京都市立洛陽工業高等学校[2]

### 一例
和歌山県立和歌山工業高等学校（全日制）に設置されている創造技術科の場合は、以下のとおり。
生徒定員は120人である。
昭和61年4月1日、創造技術科の前身となる電子機械科を設置。
昭和63年、5階建ての電子機械科棟（後の創造技術科棟）完成。
平成19年4月1日、電子機械科を廃止し、創造技術科を設置。

## その他
阿南工業高等専門学校には創造技術工学科、東京都立産業技術大学院大学には創造技術コースを、静岡大学には創造科学技術大学院を設置している。

## 参考